# 승용차 요일제
승용차 요일제는 일주일 중 특정 요일을 정해놓고 차량을 운행하지 않는 제도 또는 시민운동이다. 승용차 요일제에는 자발적인 참여에 따르는 자율적 승용차 요일제와 참여자에게 일정한 혜택을 주어 참여를 유도하는 준 자율적 승용차 요일제, 그리고 참여하지 않는 사람에게 불이익을 주는 강제적 승용차 요일제가 있다.
대한민국에서는 서울특별시에서 2003년 7월부터 준 자율적 승용차 요일제를 추진하고 있으며, 경기도, 대구광역시도 동참하고 있다.
멕시코 시에서는 1989년부터 Hoy No Circula라는 차량 요일제를 수행하고 있다.
필리핀에서는 칼라 코딩(Color Coding), 넘버 코딩(Number Coding)을 법으로 정해두고 교통 혼잡이 심한 메트로 마닐라 지역에서 이를 어길 시 300페소 가량의 벌금을 부과하고 있다.

## 같이 보기
- 서울특별시 승용차 요일제
- Hoy No Circula(영문)